# エルナン・バルコス
エルナン・バルコス（Hernán Barcos, 1984年4月11日 - ）は、アルゼンチン・コルドバ州ベル・ビジェ出身の元同国代表サッカー選手。アリアンサ・リマ所属。ポジションはフォワード。

## 経歴

### 初期
クラブ・グアラニー、CDオルメド、レッドスター・ベオグラード、CAウラカンとレンタル選手としてプレーしてきた。
2007年10月7日のFKバナト・ズレニャニン戦では、リーグ初得点を含む2得点を挙げレッドスターの勝ち点3獲得に貢献した。しかし、ラシン・クルブへ戻るも結果を残せなかった。

### 中国
2009年2月に、1年間のレンタルで中国サッカー・スーパーリーグの上海申花足球倶楽部と契約を結んだ。しかし、前半戦は期待外れの結果（14試合3得点）に終わり、再び同リーグの深圳紅鑽足球倶楽部へとレンタルに出された。2009年9月16日の長春亜泰足球倶楽部では、キャリア初となるハットトリックを達成し4-0で勝利した。最終的に14試合14得点を挙げ、同リーグの得点王（17得点）の座に輝いた。

### LDUキト

#### 2010シーズン
チームを去った得点王のクラウディオ・ビエレールの後釜として、2010年初頭に移籍した。開幕から5試合目にして得点を決め、ストライカーとしての地位を確立していくことになる。2010年のレコパ・スダメリカーナ決勝第1戦では、エストゥディアンテス・デ・ラ・プラタ相手に重要な2得点を決め2-1で勝利すると、第2戦目を引き分けにし見事タイトル獲得に貢献。この活躍からファンから"El Pirata"の愛称で呼ばれるようになった。リーグ戦では、23得点で得点王になったハイメ・アジョビにあと一歩及ばなかったものの、22得点を挙げ得点ランク2位になり、チームをセリエA優勝に導いた。

#### 2011シーズン
このシーズンのバルコスは、全大会で51試合25得点を記録した。2011年8月11日のマンタFC戦でクラブの選手達が様々な大会含めて達成出来なかった1試合で5得点を叩き込んだ。さらに、その得点力を示すようにコパ・スダメリカーナでは7得点を記録。準決勝のCAベレス・サルスフィエルド戦ではホームで2得点を決めると、続きアウェーでは1得点を決めクラブ史上初のブエノスアイレスでの勝利に貢献し、決勝へと駒を進めた。得点力を見せつけていたバルコスだが、決勝のウニベルシダ・デ・チレ戦では1得点も決められず敗退。結果、チームとしても個人としてもトロフィーを逃し2位に終わった。キトでの残りの試合は、クラブのファンから支持と評価を得た。ここで在籍して2年過ぎた後、様々な裕福なクラブからオファーが舞い込んだ。2012年1月にクラブへバルコス獲得のため、中東のクラブから800万ドルのオファーとSEパルメイラスから350万ドルのオファーが同時に来た。クラブは借金に苦しんでいたものの、バルコスの願いを聞き入れ、そして、2012年1月17日にバルコスはパルメイラスと契約を結んだ。

### パルメイラス
2012年1月17日にブラジル全国選手権のSEパルメイラスと契約したことが確認された。1月22日に3-0で勝利したサンパウロ州選手権・イトゥアーノFC戦で移籍後初得点を決めた。その後バルコスはこのシーズンで合計27得点決めることを自身に課し、そこからカウントダウンが始まった。それに対しルイス・フェリペ・スコラーリ監督は、それを冗談と受け取り、もし達成したらシュラスコを奢ることを約束した。コパ・ド・ブラジルで8試合4得点を決め優勝に貢献すると、8月1日のコパ・スダメリカーナでは、初戦のボタフォゴFRで2得点を挙げた。現在、9月29日のリーグ戦AAポンチ・プレッタ戦で2得点を決め合計23得点を記録している。

### スポルティングCP
2016年2月1日、フレディ・モンテーロとのトレードでスポルティングCPへ加入。同年後半はCAベレス・サルスフィエルドでプレーした。
翌年1月にはアトレティコ・ナシオナルへの移籍交渉が進んでいたが破談となり、LDUキトへローンで復帰した。

### 代表
2012年8月23日に2014 FIFAワールドカップ・南米予選のパラグアイ代表戦とペルー代表戦に向け、アレハンドロ・サベーラ監督によって招集されたが、試合に出場することはなかった。代わりに、9月19日のブラジル代表とのスーペルクラシコ・デ・ラス・アメリカスで先発出場し、アルゼンチン代表デビューを果たした。

## エピソード
2012年2月16日、ヘジ・グローボのジャーナリストであるレオ・ビアンシにブラジル人歌手ゼ・ラマーリョとの比較がされた後、それを嫌がったバルコスはビアンシに対して、"boludo"（ポルトガル語で "お尻"）と呼んだ。

## タイトル

### クラブ
LDUキト
- エクアドル・リーグ : 2010, 2018
- レコパ・スダメリカーナ : 2010

パルメイラス
- コパ・ド・ブラジル : 2012

クルゼイロ
- コパ・ド・ブラジル : 2018

### 個人
- 中国・スーパーリーグ得点王 : 2009
- エクアドル・リーグベストFW : 2010